# Cagny (Somma)
Cagny – miejscowość i gmina we Francji, w regionie Hauts-de-France, w departamencie Somma.
Według danych na rok 2011 gminę zamieszkiwały 1243 osoby, a gęstość zaludnienia wynosiła 235 osób/km² (wśród 2293 gmin Pikardii Cagny plasuje się na 203. miejscu pod względem liczby ludności, natomiast pod względem powierzchni na miejscu 846.).